# Mark Ebanks
Pour les articles homonymes, voir Ebanks.
Mark Samuel Ebanks, dit Mark Ebanks, né le 26 décembre 1990, est un footballeur international caïmanais. Il joue au poste d'attaquant au Future SC.

## Biographie

### Sélection
Il reçoit sa première sélection le 3 octobre 2010 lors d'un match comptant pour les éliminatoires de la Coupe caribéenne 2010 face à Saint-Martin (1-1). Le 4 octobre 2010, il marque son premier doublé en équipe des îles Caïmans lors d'un match des éliminatoires de la Coupe caribéenne 2010 face à l'Anguilla (victoire 4-1).

## Statistiques

### Buts en sélection
Le tableau suivant liste tous les buts inscrits par Mark Ebanks avec l'équipe des îles Caïmans.